# Wilhelm Schmitz-Veltin
Wilhelm Schmitz-Veltin (geboren als Wilhelm Schmitz; * 17. November 1907 in Neheim, heute Arnsberg; † April 1968) war ein deutscher Germanist, Volkskundler und Historiker. Schmitz-Veltin leitete von 1938 bis in die 1940er Jahre das Niederrheinische Heimatmuseum bzw. Niederrheinische Museum, das heutige Kultur- und Stadthistorische Museum Duisburg, sowie zwischen 1942 und 1968 die Stadtbibliothek Duisburg.

## Leben und Wirken
Wilhelm Schmitz-Veltin wurde am 17. November 1907 als Wilhelm Schmitz in Neheim im Sauerland geboren. An der Westfälischen Wilhelms-Universität Münster studierte er zwischen 1928 und 1932 Geschichte, Kunstgeschichte, Literatur und Philosophie. Nach anderen Angaben besuchte er auch Lehrveranstaltungen in Anglistik und Volkskunde. Seine Dissertation war dem Thema „Traum und Vision in der erzählenden Dichtung des deutschen Mittelalters“ gewidmet.
Nach seinem Studienabschluss wurde Schmitz-Veltin zunächst Volontär am Landesmuseum der Provinz Westfalen in Münster. Im Jahr 1936 gelangte er als wissenschaftlicher Assistent an das Niederrheinische Heimatmuseum in Duisburg. Seit dem Februar 1936 übernahm Schmitz, neben seiner Arbeit im Heimatmuseum, die Leitung des Museums für Niederrheinische Vorgeschichte in Duisburg-Hamborn. Bereits zum 1. Januar 1938 wurde er, nach dem Ausscheiden des Museumsdirektors Rudolf Stampfuß, Leiter des Niederrheinischen Heimatmuseums.
Wilhelm Schmitz war bereits am 1. Mai 1933 der NSDAP beigetreten und lehnte sein Haus in den Jahren nach 1938 eng an die Blut-und-Boden-Ideologie der Machthaber an. Wenige Wochen nach der Amtsübergabe wurde die „arisierte“ Keramik-Sammlung Cohnen in die Museumsbestände übernommen. Im Jahr 1939 erfolgte die Umbenennung des Hauses zum Niederrheinischen Museum, wobei eine Umorientierung der Sammlungsbestände hin zu volkskundlichen Stücken begann.
Nach Kriegsbeginn beteiligte sich Wilhelm Schmitz, der sich seit 1939/1940 Schmitz-Veltin nannte, an Inventarisierungsaktionen im besetzten Belgien. Durch Auktionsbesuche, die von der Rheinischen Provinzialverwaltung finanziell unterstützt wurden, tätigte Schmitz-Veltin bis 1943 größere Zukäufe. Ihm gelang es die Museumsbestände nicht unwesentlich zu erweitern. Ab 1942/1943 wurden die Exponate in verschiedene Orte ausgelagert, um sie vor Kriegsschäden zu bewahren. 1945 wurden die Räumlichkeiten durch einen Luftangriff zerstört.
Bereits seit September 1942 hatte Schmitz-Veltin die kommissarische Leitung der Duisburger Stadtbibliothek übernommen. Auch sie war nach einem Luftangriff 1942 zerstört, konnte aber 1943 wiedereröffnet werden. Der Bestand wurde erst 1945 endgültig zerstört. Nach Kriegsende wurde Wilhelm Schmitz-Veltin von Oberbürgermeister Heinrich Weitz trotz seiner NSDAP-Mitgliedschaft in allen Ämtern bestätigt. Es dauerte allerdings noch bis 1949, bis der Volkskundler die Leitung der Stadtbibliothek dauerhaft übernehmen konnte.
Unter britischer Besatzung wurde zunehmend die Stadtbibliothek gefördert, das als rückständig geltende und ideologisch vorbelastete Heimatmuseum verlor man dagegen aus dem Blick. Schmitz-Veltin überließ hier vor allem seinem Assistenten Fritz Tischler das Feld. Bereits in den 1940er Jahren stieg Schmitz-Veltin außerdem zum stellvertretenden Leiter des Kunstmuseums der Stadt, dem heutigen Lehmbruck-Museum auf. In Nachkriegs-Duisburg gründete der Museumsleiter auch die Mercator-Gesellschaft mit.
Der Aufbau eines Bibliothekssystems nach amerikanischem Vorbild führte dazu, dass Duisburgs öffentliche Bibliotheken in den 1950er und 1960er Jahren eine Vorreiterrolle in Westdeutschland einnehmen konnten. Wilhelm Schmitz-Veltin erhielt in der Folge das Angebot nach Berlin zu wechseln, um ab 1951 am Aufbau der Gedenkbibliothek mitzuwirken, lehnte aber ab. Schmitz-Veltin stand der Stadtbibliothek Duisburg noch bis zum Jahr 1968 vor. Wilhelm Schmitz-Veltin starb im April 1968 überraschend mit 60 Jahren.